# 스티브 잭슨 게임스
스티브 잭슨 게임스(Steve Jackson Games, 이하 SJG)는 1980년에 스티브 잭슨이 설립한 게임 회사로, 롤플레잉, 보드, 카드 게임 등을 만들고 펴내는 사업을 하고 있다. 게임 잡지인 피라미드도 발행하고 있다.

## 역사
던전 앤 드래곤이 나오고 6년 뒤인 1980년에 설립되어, 롤플레잉 게임이 성장하기 전에 SJG는 공상 과학 테마의 롤플레잉 게임이나 전략 게임을 여럿 만들었다. SJG는 기존에 전략 게임을 선구한 메타게이밍 컨셉(Metagaming Concepts), 아발론 힐(Avalon Hill), TSR로부터 많은 아이디어를 받아들여 확장하였다. 많은 유사점이 있음에도 SJG의 게임은 그들만의 독특한 분위기를 가지고 있어 인기를 얻게 되었다. 초기 SJG의 타이틀은 모두 마이크로 게임이었으며 처음에는 10*18cm의 지퍼락 가방에 담겨 판매되다가, 이후에는 비슷한 크기의 포켓 박스에 담겨 판매되었다. 초기 SJG의 유명작으로는 오거(Ogre), 자동차 전쟁(Car Wars), G.E.V(오거의 스핀오프) 등이 있다.
최근 SJG는 상당히 다양한 방식(카드 게임, 보드 게임, 전략 게임)과 장르(판타지, 공상 과학, 고딕 호러)의 게임을 내고 있으며, 디스코르디아 교의 경전인 프링키피아 디스코르디아(Principia Discordia) 또한 출판하였다.

## 배급 게임

### 카드 게임
- 일루미나티
  - 일루미나티: 뉴 월드 오더

### 롤플레잉 게임
- 겁스